# Grégoire Varanne
Grégoire Varanne est un joueur de volley-ball français né le 3 décembre 1987. Il mesure 1,78 m et joue libero.

## Clubs
| Club              | Pays   | De        | À         |
| ----------------- | ------ | --------- | --------- |
| Tours Volley-Ball | France | 2006-2007 | 2008-2009 |

## Palmarès
- Ligue des champions
- Finaliste : 2007